# McLaren MP4-24
Chronologie des modèles (2009)
McLaren MP4-23 McLaren MP4-25
La McLaren MP4-24 est la monoplace de Formule 1 engagée par l'écurie McLaren-Mercedes dans le championnat du monde de Formule 1 2009. Officiellement présentée le 16 janvier 2009 à midi à Woking, au siège du McLaren Technology Group, cette monoplace tient compte des modifications de règlements introduites en 2009 et présente un aileron avant élargi, un aileron arrière rétréci et relevé, et des pneus slicks. Pedro de la Rosa a effectué le premier roulage le samedi 17 janvier 2009, sur l'Autódromo Internacional do Algarve à Portimão, au Portugal.
Ses pilotes sont le champion du monde en titre, le Britannique Lewis Hamilton et le Finlandais Heikki Kovalainen. Ses pilotes de réserve sont le Britannique Gary Paffett et l'Espagnol Pedro de la Rosa.

## Résultats en championnat du monde de Formule 1
| Saison | Écurie                    | Moteur                | Pneus       | Pilotes           | Courses | Courses | Courses | Courses | Courses | Courses | Courses | Courses | Courses | Courses | Courses | Courses | Courses | Courses | Courses | Courses | Courses | Points inscrits | Classement |
| Saison | Écurie                    | Moteur                | Pneus       | Pilotes           | 1       | 2       | 3       | 4       | 5       | 6       | 7       | 8       | 9       | 10      | 11      | 12      | 13      | 14      | 15      | 16      | 17      | Points inscrits | Classement |
| ------ | ------------------------- | --------------------- | ----------- | ----------------- | ------- | ------- | ------- | ------- | ------- | ------- | ------- | ------- | ------- | ------- | ------- | ------- | ------- | ------- | ------- | ------- | ------- | --------------- | ---------- |
| 2009   | Vodafone McLaren Mercedes | Mercedes-Benz FO 108W | Bridgestone |                   | AUS     | MAL*    | CHI     | BAH     | ESP     | MON     | TUR     | GBR     | ALL     | HON     | EUR     | BEL     | ITA     | SIN     | JAP     | BRÉ     | ABU     | 71              | 3e         |
| 2009   | Vodafone McLaren Mercedes | Mercedes-Benz FO 108W | Bridgestone | Lewis Hamilton    | Dsq     | 7e      | 6e      | 4e      | 9e      | 12e     | 13e     | 16e     | 18e     | 1er     | 2e      | Abd     | 12e     | 1er     | 3e      | 3e      | Abd     | 71              | 3e         |
| 2009   | Vodafone McLaren Mercedes | Mercedes-Benz FO 108W | Bridgestone | Heikki Kovalainen | Abd     | Abd     | 5e      | 12e     | Abd     | Abd     | 14e     | Abd     | 8e      | 5e      | 4e      | 6e      | 6e      | 7e      | 11e     | 12e     | 11e     | 71              | 3e         |

Légende : ici 
- * : La moitié des points a été distribuée parce que la course a été réduite de moins de 75 % de la distance de la course.